# (6279) 1977 UO5
A (6279) 1977 UO5 a Naprendszer kisbolygóövében található aszteroida. K. L. Faul fedezte fel 1977. október 18-án.